# Josep Maria Busquets i Fontgibell
|  | «Josep Maria Busquets» redirigeix aquí. Vegeu-ne altres significats a «Josep Maria Busquets i Galera». |

Josep Maria Busquets i Fontgibell   (Montbrió del Camp, 15 de desembre de 1939) és un antic pilot de motociclisme català, tres vegades Campió d'Espanya (el 1963 en 250cc, i el 1966 en 50 i 125cc). Busquets fou el primer pilot a fer córrer les mítiques Derbi en un Mundial de velocitat, en participar en el de 50cc acabat de crear la temporada de 1962. Especialista també en curses de resistència, fou dues vegades Subcampió d'Europa i dues d'Espanya d'aquesta disciplina, havent guanyat les 24 Hores de Montjuïc de 1966.
El gener del 2025, la Federació Catalana de Motociclisme li concedí el premi Legends en reconeixement de la seva trajectòria motociclista.

## Resum biogràfic
Fill d'un transportista, fou sempre un apassionat de tot allò que tingués relació amb la velocitat, especialment l'aeronàutica. Atesos els limitats mitjans econòmics dels seus pares, hagué de conformar-se amb les motocicletes. A 18 anys ja participava amb una Lambretta en proves de regularitat de la zona. Aprofitant que en ocasió de les Festes de Sant Magí s'organitzava una cursa de velocitat amb escúters a Tarragona, s'hi apuntà amb la Lambretta i descobrí així la seva atracció per aquesta disciplina. Aviat, a 20 anys, canvià la Lambretta per una Montesa Brío 110, amb la qual participà en la seva primera pujada de muntanya (concretament, la Pujada a Montserrat) i en algunes curses del Campionat estatal de velocitat.

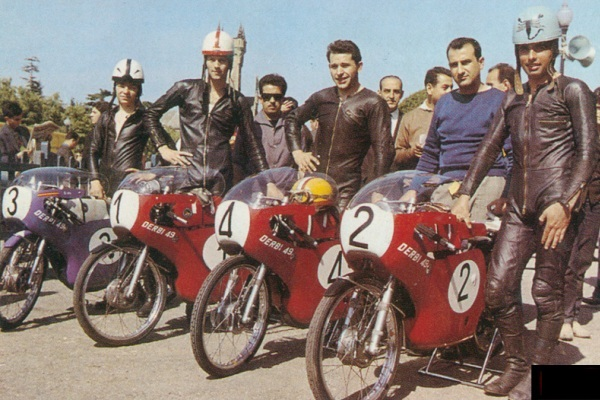
Busquets (Derbi núm. 2) al

Atesos els seus bons resultats en aquest campionat, Montesa li cedí una moto oficial perquè competís durant la següent temporada, 1960 a l'estatal de 125cc. Un cop començada aquella temporada, a 21 anys, Derbi li oferí també un lloc al seu equip oficial per a la categoria de 50cc. Amb aquesta moto aconseguí nombrosos èxits, i ja el 1962 estigué a punt de guanyar el Gran Premi d'Espanya disputat al Circuit de Montjuïc, perdent finalment davant l'oficial de Kreidler Hans-Georg Anscheidt per només una roda de distància (68 centèsimes). Aquella era la primera cursa de la història del Campionat del Món de 50cc, acabat d'instaurar aquell any.
El 1963 tornà a ser segon al mateix escenari, després d'una altra cursa memorable. Gràcies als seus bons resultats en la categoria dels 50cc, Derbi potencià aquesta cilindrada i hi inicià una etapa de grans èxits internacionals, en aquest cas gràcies al nou pilot estel·lar de la marca, Ángel Nieto, a qui de fet fou Busquets qui inicià en el món de la competició, tot ensenyant-li'n les primeres nocions i trucs apresos durant la seva carrera. Al mateix temps, degut als bons resultats en el campionat estatal de 125cc, Montesa proposà a Busquets de disputar-ne alguna cursa internacional, amb bons resultats per al català, com ara el tercer lloc obtingut a Clarmont-Ferrand. Aquell any també participà en les als 24 Hores de Montjuïc fent parella amb César Gracia, assolint-hi el tercer lloc absolut i el Subcampionat d'Espanya de resistència.
El 1966, a banda dels dos campionats estatals de velocitat, guanyà també les 24 Hores de Montjuïc. La seva victòria arribà després d'una remuntada èpica, tot pilotant la Montesa oficial de 250cc fent parella amb l'italià Francesco Villa, en el decurs de la qual superaren la barrera dels 100 km/h de mitjana, establint el rècord absolut de la prova en 102,047 km/h. Aquella fou la darrera victòria de Montesa a les 24 Hores.

### Retirada
Finalment, el 1968 Busquets es retirà de la competició activa, passant a obrir una concessionària de motocicletes a Tarragona. Tot i així, de tant en tant tornà a competir, havent participat a les 24 hores de Montjuïc de 1982 a 1986. Actualment, el seu establiment -"Busquests Sports"- és concessionari oficial BMW i manté bons contactes amb la fàbrica. Al mateix, temps, presenta anualment un equip a les 24 Hores Motociclistes de Catalunya, havent-les guanyades algun cop en categoria STK.

## La nissaga Busquets
Els seus tres fills (Josep Maria, Agustí i Àlex Busquets) heretaren la seva passió i tots quatre arribaren a participar junts durant tres anys a les 24 Hores Motociclistes de Catalunya, a Montmeló, així com en diversos ral·lies. Més tard, els seus fills han participat en les Boxer Cup i Power Cup de BMW amb el seu suport, donant origen al Team Busquets. Altres competicions en què han pres part són el França Moto Tour, la Baja Aragón i el Campionat d'Espanya d'enduro.

## Palmarès en Resistència[7]
- 1961: 

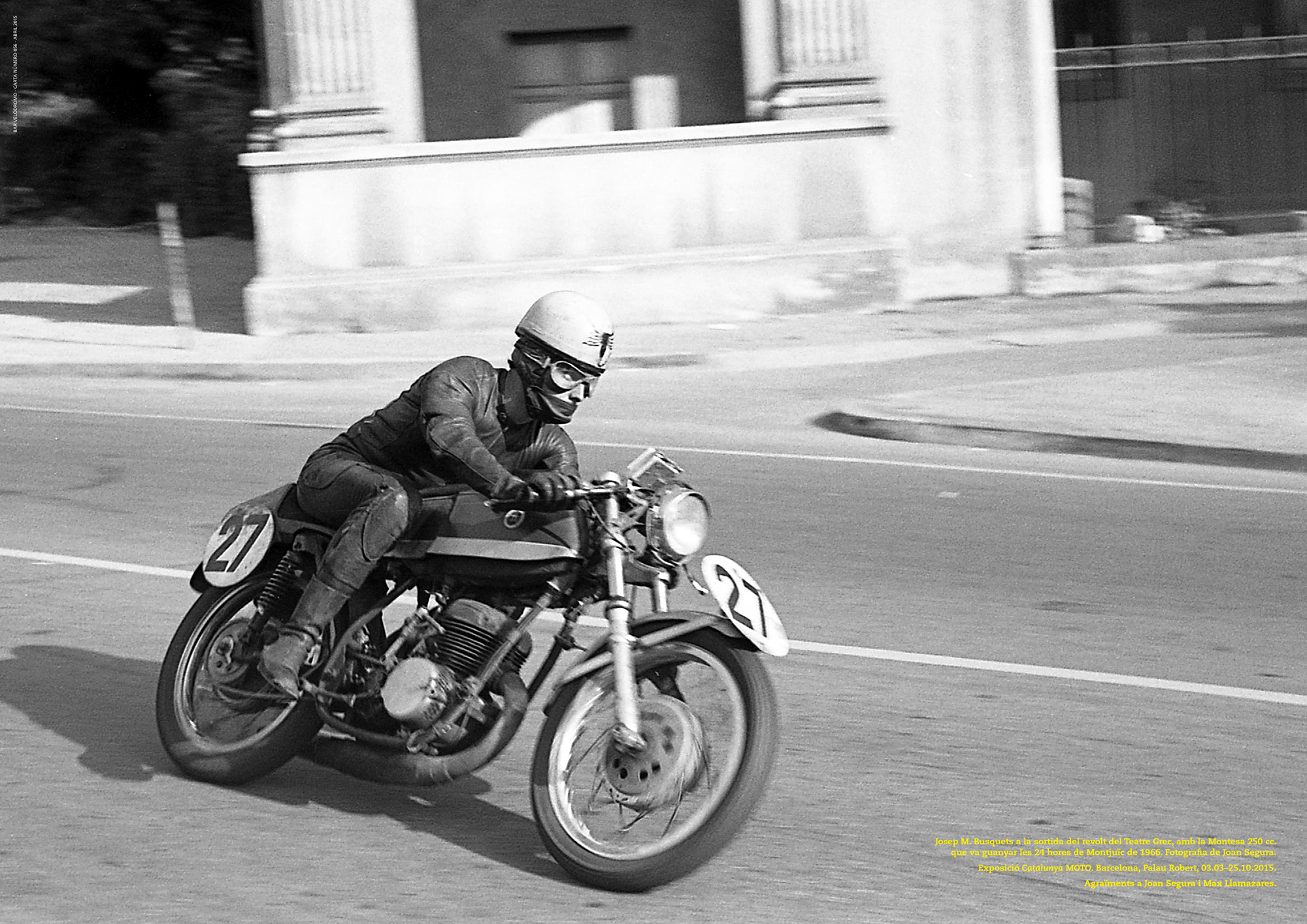
Busquets amb la Impala 250 camí de la victòria a les 24 Hores de Montjuïc de 1966

  - 2n a les 24 Hores de Montjuïc en categoria 125cc
- 1962: 
  - Subcampió d'Europa
  - Subcampió d'Espanya
- 1966:
  - Guanyador de les 24 Hores de Montjuïc (Montesa Impala Sport 250cc, amb Francesco Villa)
  - Subcampió d'Europa
  - Subcampió d'Espanya

## Resultats al Mundial de motociclisme[8]
| Any   | Categoria | Moto    | Curses | Victòries | Podi | Pole | Fast lap | Punts | Posició |
| ----- | --------- | ------- | ------ | --------- | ---- | ---- | -------- | ----- | ------- |
| 1962  | 50cc      | Derbi   | 1      | 0         | 1    | 0    | 0        | 6     | 10è     |
| 1963  | 50cc      | Derbi   | 2      | 0         | 1    | 0    | 0        | 7     | 9è      |
| 1964  | 50cc      | Derbi   | 1      | 0         | 0    | 0    | 0        | 3     | 8è      |
| 1965  | 50cc      | Derbi   | 1      | 0         | 1    | 0    | 0        | 4     | 8è      |
| 1965  | 250cc     | Montesa | 1      | 0         | 0    | 0    | 0        | 2     | 24è     |
| 1967  | 50cc      | Derbi   | 1      | 0         | 1    | 0    | 0        | 4     | 7è      |
| 1967  | 125cc     | Montesa | 1      | 0         | 0    | 0    | 0        | 2     | 21è     |
| Total |           |         | 8      | 0         | 4    | 0    | 0        | 28    |         |